# 篷車

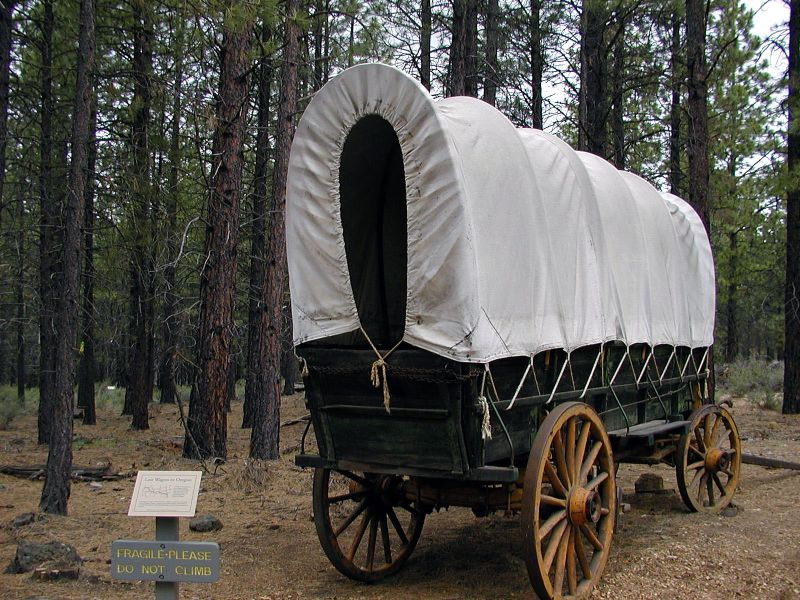
博物館的篷車複製品

篷車是由牛、馬或馬騾拉動的拖車，裝有篷布以遮日擋雨。車內可以攜帶衣服、工具、食物和飲水。19世紀中，許多到西部拓荒的美國人就是乘篷車橫越大平原來到西部，因此成為美國舊西部的象徵之一。
成列的篷車稱為「篷車隊」。覆蓋著篷車的白布，讓篷車看起來很像正在航行的船隻或帆船，因此，篷車有時被稱為「草原帆船」。